# Bittacus peterseni
Bittacus peterseni är en näbbsländeart som beskrevs av Douglas E. Kimmins 1938. Bittacus peterseni ingår i släktet Bittacus och familjen styltsländor. Inga underarter finns listade i Catalogue of Life.